# Stade Pierre-Baizet
 (avril 2018).
Le stade Pierre-Baizet, ou plus communément appelé stade Saint-Ruf, est un stade omnisports situé à Avignon dans le Vaucluse.
Il était jusqu'en 2017, le stade attitré du Sporting Olympique Avignonnais XIII, qui joue dans l'Élite 1 du Championnat de France de rugby à XIII.

## Histoire
Le terrain est utilisé depuis 1916 pour des évènements sportifs. À l'origine, il y avait juste des bancs en bois et des pelouses pour accueillir les spectateurs.
En 1922, des tribunes en bois, adossées au mistral comme très souvent en Provence, sont construites et le stade est inauguré.
À l'apogée du Sporting olympique avignonnais, dans les années 1950, des chambrées de 10 000 spectateurs se massaient autour de l'aire de jeu. Il existait à l'époque une brasserie, proche du terrain, mais qui a depuis été démolie pour faire place à un « by-pass ». De nouvelles tribunes ont remplacé celles en bois après un  incendie.
À partir de 2000, des rénovations mineures ont été réalisées. En 2008, un terrain synthétique a été posé, et dans le même temps, une autre remise à neuf a été faite pour réaligner le terrain et le placer plus près de la tribune principale avec un espace VIP, des cabines pour la presse, un bar et une boutique pour le club. La capacité actuelle est de 1 800 places dont 1 000 assises dans la tribune principale.
À noter que ce stade eu un rôle déterminant pour un joueur de Saint-Estève XIII catalan, le deuxième ligne Jordan Dezaria, puisqu'il habitait juste en face, et a ainsi pu commencer à jouer au rugby à XIII dès l'âge de cinq ans.

## Accès

### Entrée
Le stade possède deux entrées, la première sur la rocade Charles-de-Gaulle et la seconde sur l'avenue de Tarascon.

## Parking
Il bénéficie du parking du stade Gillardeaux, situé à proximité.
Lors de plus gros évènement, le parc-relais Saint-Chamand est en liaison avec le stade Pierre-Baizet, via la ligne 1 du tramway.